# Lydia
Lydia (Assyria: Luddu; tiếng Hy Lạp: Λυδία, tiếng Thổ Nhĩ Kỳ: Lidya) là vương quốc thời kì đồ sắt ở phía tây Tiểu Á. Địa bàn của vương quốc này hiện nay thuộc các tỉnh phía đông của Thổ Nhĩ Kỳ, gồm các tỉnh Uşak, Manisa và İzmir. Cư dân Lydia nói ngôn ngữ Anatolia.
Ở thời kỳ cực thịnh, lãnh thổ của Lydia bao phủ khắp phía tây vùng Anatolia với thủ đô là Sardis. Năm 546 TCN, vương quốc Lydia bị Ba Tư thôn tính và Tabalus, được bổ nhiệm bởi Cyrus Đại Đế, là Tổng đốc Ba Tư đầu tiên (546 - 545 TCN). Về sau, Lydia trở thành một tỉnh của La Mã.

## Tên gọi Lydia
Từ "Lydia" (người dân Lydia tự gọi mình là Śfard) xuất hiện trong hàng loạt văn khắc bằng ký tự Aramaic Saparda, Babylonian Sapardu, Elamitic Išbarda, Hebrew. Thủ đô Sardis của vương quốc này, được xây dựng vào thế kỷ VII TCN.
Về thành phần dân cư Lydia thì có nhiều giả thuyết khác nhau. Trong quyển sách của mình, Herodotos nói rằng người Etruscans đến từ Lydia, lặp đi lặp lại trong bài thơ sử thi của Virgil là Aeneid, và ngôn ngữ giống như Etruscan được tìm thấy trên bia đá Lemnos từ đảo Lemnos của biển Aegea. Một nghiên cứu mới nhất về di truyền học cho rằng, người Lydia có nhiều điểm tương đồng với người Etruscan - tổ tiên của Đế quốc La Mã

## Lãnh thổ của Lydia
Lãnh thổ của vương quốc Lydia trải dài qua nhiều thế kỷ. Lúc đầu, Lydia chỉ bó hẹp ở các vùng Mysia, Caria, Phrygia và bán đảo Ionia. Thời nhà vua Alyattes II và con trai ông ta là Croesus, vương quốc Lydia kiểm soát toàn bộ vùng châu Á ở phía tây sông Halys, ngoại trừ Lycia. Bị đế quốc Ba Tư và La Mã thôn tính, Lydia chỉ còn lại phần lãnh thổ là vùng đất giữa, giáp Mysia và Caria ở một bên và Phrygia và Aegean ở bên kia.

## Ngôn ngữ Lydia
Tiếng Lydia thuộc ngữ hệ Ấn - Âu và nằm trong gia đình ngôn ngữ Anatolia, có liên quan đến tiếng Luwian và Hittite. Cùng thuộc gia đình ngôn ngữ Anatolia, tiếng Lydia sử dụng rộng rãi các tiền tố và các phân tử ngữ pháp tạo thành các chuỗi mệnh đề với nhau. Vì nhiều lý do khác nhau, tiếng Lydia đã xuất hiện nhiều nhóm phụ âm không điển hình của ngôn ngữ Đông Âu. Tiếng Lydia bị tuyệt chủng vào thế kỷ I TCN.

## Lịch sử

### Thời Arzawa (thiên niên kỷ II TCN - thế kỷ XII TCN)
Lydia phát triển sau sự suy tàn của đế chế Hittite vào thế kỷ XII TCN. Lúc đầu, vùng đất của người Lydia đang sinh sống có tên Arzawa, một vùng đất cổ xưa nằm ở phía tây của Anatolia. Vùng đất Arzawa xuất hiện vào nửa sau thiên niên kỷ II TCN, nằm ở bờ sông Kestros. Thủ phủ là Apasa (sau thì đổi thành Ephesus)
Thế kỷ XV - XIV TCN, Arzawa lập liên minh với Ai Cập thông qua sự kiện "bức thư Arzawa" - thực chất là văn kiện liên minh được ký kết bởi người cai trị Arzawa là Tarhundaradu và Pharaoh Amenophis III. Theo tài liệu của Hittites, Arzawa tham gia liên minh chống Hittite cùng với khu vực Millawanta (Milet) dưới thời người cai trị Ahhijawa vào năm 1320 TCN. Bất chấp sức kháng cự của nhân dân Arzawa, quân đội Hittites do vua Mursili II (1321 - 1295 TCN) chỉ huy đã chinh phục được Arzawa vào năm 1300 TCN. Người lãnh đạo cuối cùng của Arzawa là Piyamaradu phải bỏ trốn sang Hy Lạp. Vùng Arzawa sau đó bị chia thành 3 vùng:
- Vương quốc Mira,
- Hapalla (phiên âm khác nhau),
- "Đất sông Seha"

Dưới thời con trai của Mursili II là Muwatalli II (1295 – 1272 TCN), vùng đất Troyes bị biến thành chư hầu của Hittites. Sau đó, Muwatalli II đem quân tấn công Ai Cập và đánh nhau với pharaoh Ramesses II tại Trận Kadesh.
Đến thế kỷ XII TCN, đế chế Hittites suy yếu dưới thời hai anh em, cũng là hai vị vua cuối cùng là Arnuwanda III và Suppiluliuma II (1209 - 1178 TCN). Bị các đội quân của các dân tộc vùng biển tấn công liên tiếp, vua cuối cùng là Suppiluliuma II (1207 - 1178 TCN) phải rời bỏ thủ đô Hattusa. Lợi dụng sự khủng hoảng của đế chế Hittites, nhân dân Arzawa nổi dậy giành độc lập và lập quốc.

### Vương triều Atyads (Tantalids)
Sự thành lập vương quốc Lydia không được biết một cách rõ ràng, người ta chỉ biết sự thành lập Lydia qua thần thoại Hy Lạp và các sách sử của Herodotos. Theo Herodotos, vua đầu tiên của Lydia là Manes, con trai của Zeus với Gaia.
Dưới thời người kế vị ông là Atys, Maeonia đánh chiếm Tyrrhenia (tên cũ là Umbria). Thời vua thứ ba là Lydus, nhà vua đổi tên vương quốc từ Maeonia (tên ban đầu, sau khi giành độc lập) thành vương quốc Lydia. Để tránh việc nhân dân bất tin vào chính quyền mới, nữ hoàng Omphale (vợ của vua tiền nhiệm Tmolus) thành lập triều đại Tylonids (Heraclids) và đưa con trai là Agron (1221–? TCN) lên ngôi cho triều đại mới.

### Vương triều Tylonids (Heraclids)
Triều đại mới này đánh dấu một loạt các bất ổn khi có tới 17 vị vua thay nhau trị vì. Cuối cùng vào năm 795 TCN, Ardys I (Ardysus I) (795–759 TCN) kế ngôi làm vị thứ 19 của triều đại này. Herodotos kể qua hai vị vua kế tiếp là Alyattes I (759–745 TCN) (con của Ardys I) và Meles (745–733 TCN) (con của Alyattes I).
Đến thời vua cuối cùng là Candaules (735 - 718 TCN), ông này có bà vợ rất đẹp và thường hay khoe vợ với các tùy tướng, trong đó có Gyges. Vua nói: "Dường như bạn không tin tôi khi tôi nói với bạn rằng vợ tôi đáng yêu thế nào. "Một người đàn ông luôn tin rằng đôi mắt của mình tốt hơn đôi tai của mình, vậy làm như tôi nói với bạn - tưởng tượng nhìn thấy cô ấy trần truồng.". Về sau, bị Gyges nhìm trộm, hoàng hậu phát hiện và bắt quả tang. Để che giấu việc làm sai trái của mình, hoàng hậu của vua bí mật xúi Gyges ám sát nhà vua. Gyges giấu ngọn giáo ở sau cánh cửa phòng ngủ với một con dao do hoàng hậu cung cấp, và giết chết nhà vua trong giấc ngủ. Gyges kết hôn với hoàng hậu và trở thành Vua, mở đầu triều đại Mermnad.

### Vương triều Mermnad
Vương triều được mở đầu bởi Gyges, con trai của Dascylus. Ông ta được vua Candaules tuyển vào làm vệ sĩ của nhà vua. Theo Nicolaus của Damascus, Gyges được nhà vua tin tưởng cao. Theo sự sắp đặt của nhà vua, Gyges đã lấy Tudo, con gái của Arnossus xứ Mysia làm vợ. Khi vợ mình liên tục than phiền và tiết lộ ý định giết Gyges của nhà vua, Gyges đã ra tay trước và ám sát được vua vào năm 718 TCN.
Gyges lên ngôi trước sự phản đối quyết liệt của quần thần. Đề ngăn chặn nội chiến sắp diễn ra, ông tìm cách biện minh cho sự lên ngôi của ông bằng cách kiến nghị cho sự chấp thuận của Oracle tại Delphi. Lên ngôi chính thức vào năm 716 TCN, Gyges bắt đầu bành trướng lãnh thổ. Ông ta chiếm được Colophon, bao vây Smyrna và đẩy lùi thành công quân Cimmerian. Dưới thời con trai của ông là Ardys II (678 - 624 TCN), quân đội Lydia tấn công thành phố Miletus ở Hy Lạp của Ionia và thành công trong việc chiếm đóng thành phố Priene. Ardys II thất bại to trong cuộc chiến đấu với người Cimmerian.
Thế kỷ VII - VI TCN là thời thịnh trị của vương quốc Lydia. Alyattes II lên thay vua cha Sadyattes (624–619 TCN) đã bắt đầu mở rộng vương quốc. Trong thời trị vì của mình, Alyattes II hoàn thành nốt công việc còn dở dang của cha mình là đánh chiếm Miletus, một thành bang của Hy Lạp. Trong lúc đang đánh Miletus, ông cảnh giác trước âm mưu xâm lược Lydia của người Media và người Babylon. Vào ngày 28 tháng 5 năm 585 TCN, trong trận chiến Halys chống lại Cyaxares, vua Media, nhật thực đã xảy ra; Cuộc chiến đã bị đình chỉ và hiệp ước hòa bình giữa hai nước Media - Lydia, quy định sông Halys là ranh giới giữa hai vương quốc. Với sự giúp đỡ của đội quân khuyển cùng với người Cimmerian ở Tiêu Á, quân Lydia phá hủy nhiều thành phố lớn ở Ionia, bao gồm Smyrna và Colophon. Trong trận Smyrna, quân Lydia đã lùa người dân của đối phương thất trận vào nông thôn. Ông đã chuẩn hóa trọng lượng của đồng xu (1 stater = 168 hạt lúa mì). Cuối đời, ông truyền ngôi cho con trai là Croesus.
Croesus sinh năm 595 TCN, lên ngôi năm 560 TCN. Tích cóp nhiều của cải lúc còn trẻ, ông trở thành người giàu có, tuy nhiên cũng rất kiêu căng. Ông ta đã khoe khoan độ giàu có với nhiều người, trong đó có cả nhà hiền triết Solon. Herodotos ghi nhận, nhà vua muốn khám phá ra những nhà tiên tri nổi tiếng nào trong thời đại của ông đã đưa ra những bí danh đáng tin cậy. Ông ta đã gửi các đại sứ đến các nhà truyền đạo quan trọng nhất rằng vào ngày thứ 100 kể từ khi rời khỏi Sardis, họ nên hỏi vị vua của người Lydian, Croesus, con của Alyattes đang làm gì vào ngày chính xác này. Quá tin vào thần Delphi, nhà vua đưa những con rùa và thịt cừu đun sôi cùng nhau trong một chiếc vạc bằng đồng, được phủ một cái nắp bằng đồng. Ông hy sinh 3.000 động vật để hiến tế cho tôn giáo. Trong thời ông trị vì, vị thái tử thừa kế là Atys bị ám sát trong cuộc đi săn. Bị đế quốc Ba Tư nổi lên, ông tập hợp các đồng minh để chống cự

## Các vị thần của Lydia
- Annat
- Anax
- Artimus (Artemis, Diana)
- Asterios
- Atergätus
- Atys
- Baki. See also Bacchus
- Bassareus
- Damasēn
- Gugaie/Guge/Gugaia
- Hermos
- Hipta
- Hullos
- Kandaulēs
- Kaustros
- Kubebe
- Lamētrus
- Lukos
- Lydian Lion
- Mēles
- Moxus (Mopsus)
- Omfalē
- Pldans (Apollo)